# Джованни-Баттиста делла Черва

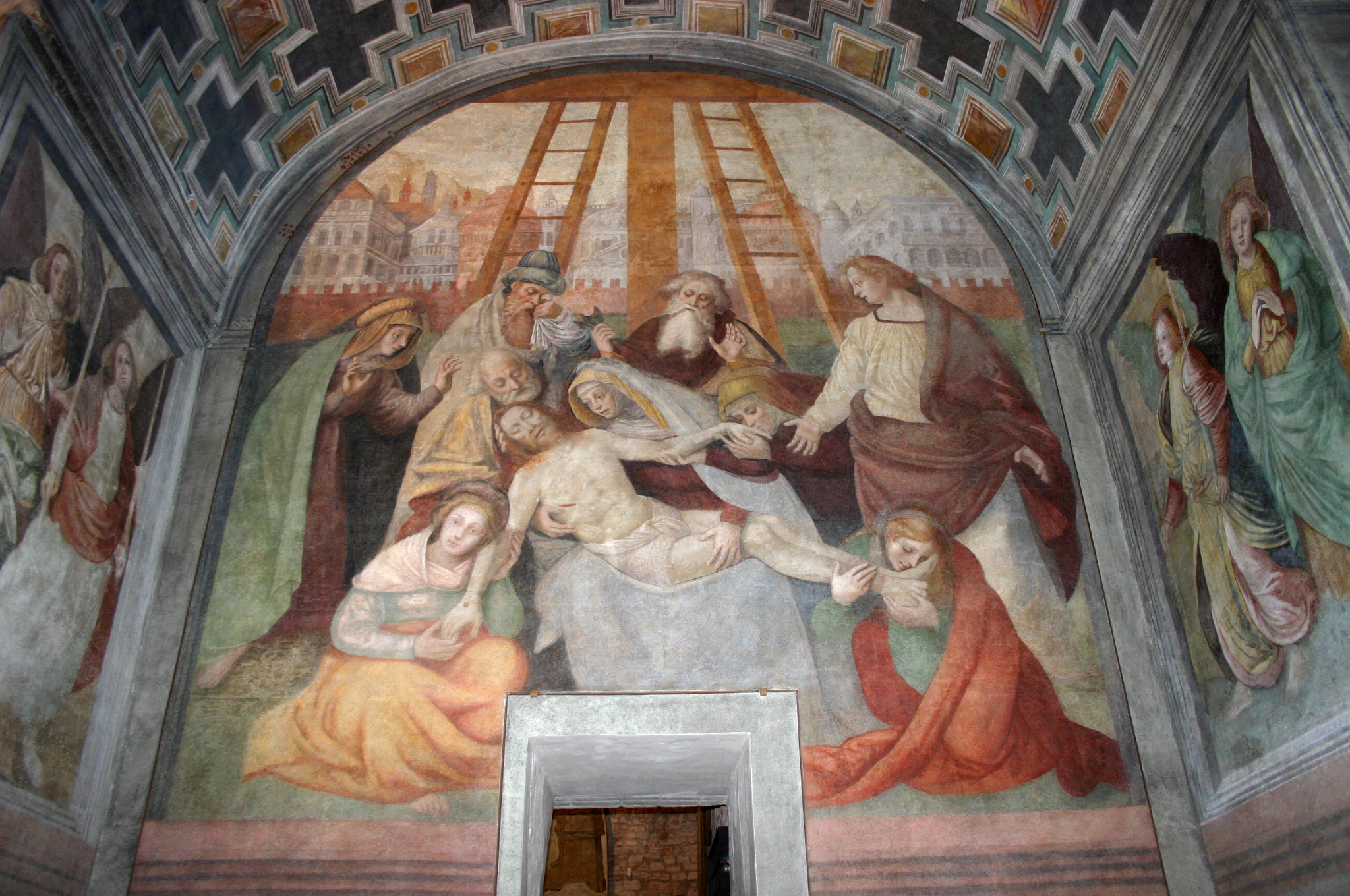

Джованни-Баттиста делла Черва (ок. 1515 — 1580) — живописец итальянского маньеризма ломбардской школы.
Учился у Гауденцио Феррари; на позднем этапе творческой карьеры стал его сотрудником и главным помощником. В работах своего учителя он выполнил несколько фигур второго плана (алтарь церкви в Каннобио и «Тайную вечерю» в церкви Санта-Мария-делла-Пассионе в Милане.
В числе работ, полностью написанных делла Черва: полиптих для Санта-Мария-ди-Пьяцца в Бусто-Арсицио, два алтаря в миланской базилике Сан-Назаро в Бролио и украшение фресками Капеллы Святой Екатерины, прилегающей к той же церкви (совместно с Бернардино Ланино).
Сотрудничал также с Джованни Паоло Ломаццо.